# Hayedeh
Hayedeh  (en persan: هایده), née le 10 avril 1942 à Téhéran et décédée le 20 janvier 1990 à San Francisco, est une chanteuse iranienne à voix de contralto qui a fait vingt-trois ans de carrière dans la musique classique persane et la musique pop.

## Carrière de chanteuse
Hayedeh, née Massoumeh Dedebala le 10 avril 1942 à Téhéran, est la sœur aînée de Mahasti, également chanteuse de musique classique et pop persane, qui commence sa carrière cinq ans avant elle. On ne la confondra pas avec l'actrice de cinéma qui porte le même nom.
En 1968, avec Azadeh (« libre ») du compositeur Ali Tajdvidi, sur un poème de Rahi Mo'ayyeri (en) et accompagnée du grand orchestre Golha (en) (Les Fleurs) de Radio Téhéran, Hayedeh teste sa voix devant le micro. C'est sa voix, que l'on a comparée à celle de la chanteuse Delkash (en), qui la fait remarquer. Mais aussi sa maîtrise du répertoire classique persan : elle interprète les chansons persanes composées selon le système traditionnel (dastgâh). Les caractéristiques de sa voix lui permettent de se plier aux exigences de l'āvāz, le genre vocal classique en Perse.
À la suite d'une série de chansons classiques, dès 1971 Hayedeh s’intéresse à la musique pop et chante des chansons de compositeurs comme Jahanbakhsh Pazooki, Mohammad Heydari (en), Anoushiravan Rohani (en).
En septembre 1978, Hayedeh quitte l’Iran pour l’Angleterre. Absente de son pays lors de la révolution de 1979, elle décide de ne pas y retourner, par crainte d'être arrêtée. En effet, le nouveau régime interdit aux chanteuses de se produire en public. En 1982, elle quitte Londres et poursuit sa carrière de chanteuse à Los Angeles. Ses chansons nostalgiques de cette époque ont su plaire aux Iraniens immigrés et ont pu remplir leurs moments de solitude et d’isolement en exil.
Considérée comme « monarchiste », sa musique est interdite en Iran.

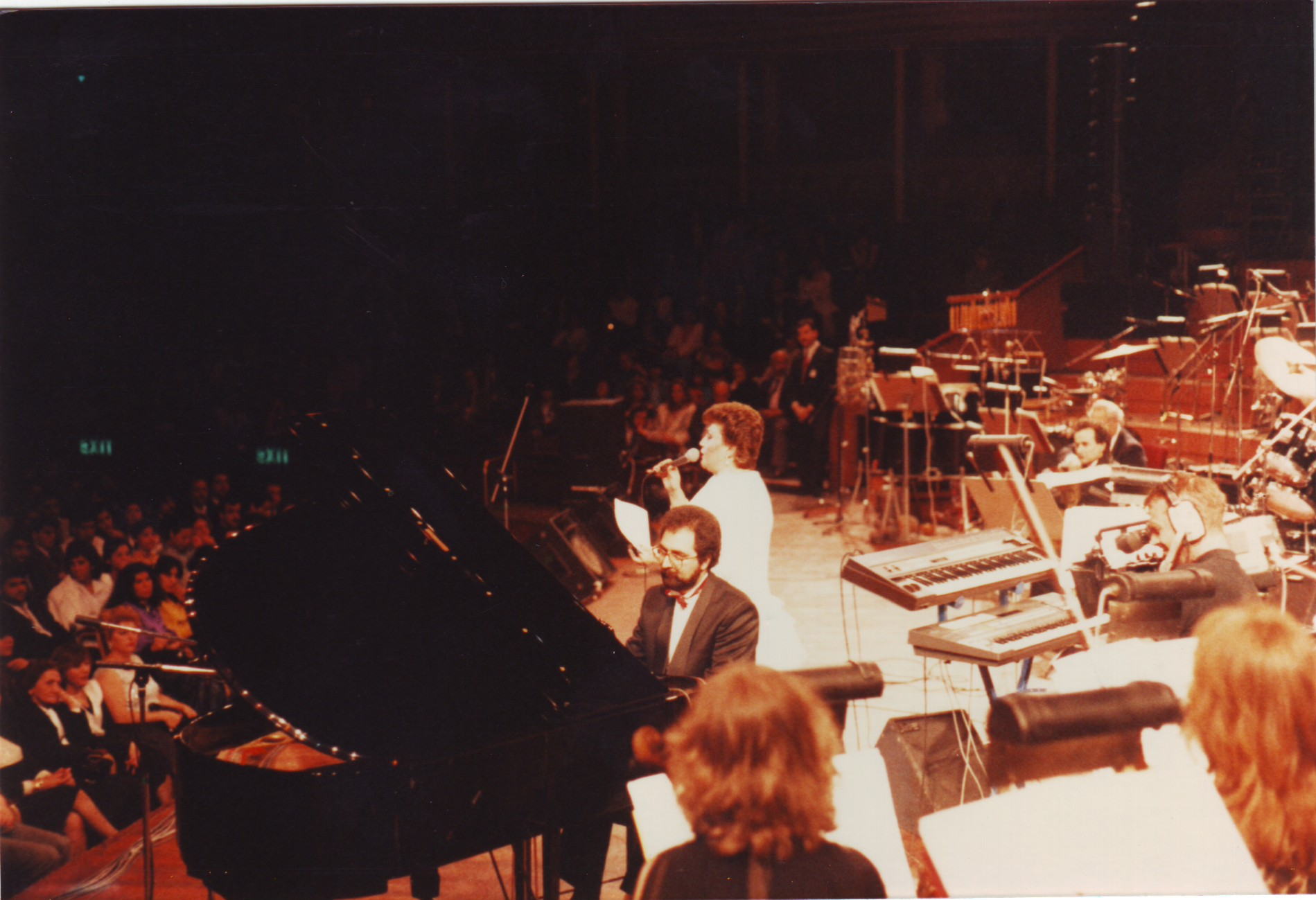
Hayedeh au Royal Albert Hall, Londres, 1987.

## Albums et discographie
- Rozha-ye Roshan
- Kharabati
- Padeshah Khooban
- Khoda Hafez
- Shab-e Eshgh
- Faryad
- Golvajeh
- Azadeh
- Bezan Tar
- Raftam
- Sahanehayat
- Bolboli ke khamoosh shod
- Ey Zendegi salam
- Heyf
- Nashenideha
- Amadanat Mohaleh
- Sogand
- Bazm va Konsert
- Bazm (Norouz 1346/1967)
- Ashnaee
- 3 konsert dar 3 Album

Elle a  également enregistré une série d’albums communs et en duo avec d’autres chanteurs et chanteuses persans :
- Bazm 1 (Hayedeh et Golpa)
- Odje Seda (Hayedeh et Mahasti)
- Bazm 2 (Hayedeh et Golpa)
- Afsaneh Shirin (Hayedeh et Shadjarian)
- Golhaye Ghorbat (Haydeh et Moein)
- Sabeh Asheghan (Hayedeh et Sattar)
- Hamkhooneh (Hayedeh et Vigen)
- Safar (Hayedeh et Moein)

Elle a prêté sa voix à la bande originale de plusieurs longs-métrages,.

## Concerts
Hayedeh a donné des concerts à UCLA en Californie, au Royal Albert Hall (Chef d’orchestre : Farnoosh Behzâd) à Londres, et à la Musikhalle (Hambourg).
La plupart des chansons de Hayedeh ont été enregistrées en vidéo par Manouchehr Bibiyan, fondateur et producteur de la télévision persane Jame Jam à Los Angeles.

## Décès
Le 20 janvier 1990, quelques heures après son concert au Casablanca Hall de San Francisco, Hayedeh décède des suites d'une crise cardiaque. Son enterrement a eu lieu au Westwood Memorial Park à Los Angeles. Des milliers d’Iraniens résidents des États-Unis se sont réunis auprès de sa tombe pour lui dire un dernier adieu.

## Film documentaire sur Hayedeh

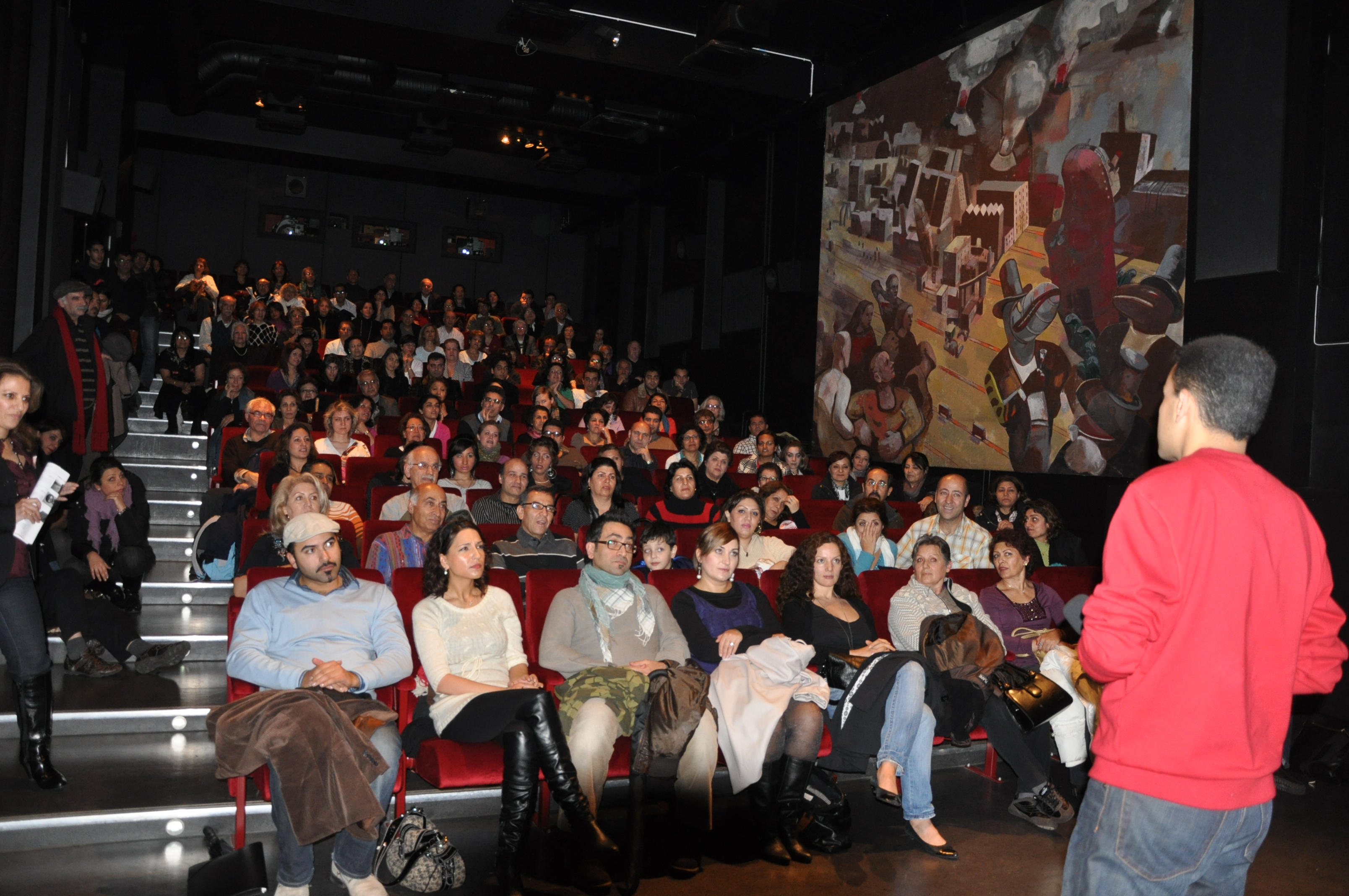
Pejman Akbarzadeh, réalisateur du film documentaire sur Hayedeh au Festival International du Film de l'exil en Suède, 2009.

En 2009, Pejman Akbarzadeh, pianiste et journaliste persan aux Pays-Bas, a réalisé un film documentaire sur Hayedeh. Voice of America et BBC persan ont diffusé la version courte du documentaire.